# 6156 Далл
6156 Далл (6156 Dall) — астероїд головного поясу, відкритий 12 січня 1991 року.
Тіссеранів параметр щодо Юпітера — 3,231.